# Quinto Fufio Caleno
Quinto Fufio Caleno (en latín, Quintus Fufius P. f. C n. Calenus; m. 40 a. C.) fue un político y cónsul de la etapa final de la República romana.

## Carrera política
Elegido tribuno de la plebe en el año 61 a. C., fue uno de los defensores de Publio Clodio Pulcro en el juicio por profanar los misterios de la Bona Dea. Con el fin de evitar la condena de Clodio, propuso una ley para que fuera juzgado no por un tribunal especial sino por una corte ordinaria. La ley fue finalmente aprobada, gracias al patrocinio de Quinto Hortensio Hórtalo.
En 59 a. C. fue elegido pretor por influencia de Julio César, al que sirvió activamente en adelante, y elaboró una ley que dictaba que los senadores, caballeros y tribuni aerarii, que componían los jurados debían votar separadamente para que la votación fuera anónima.
En 52 a. C. apoyó al partido de Clodio después del asesinato de este en manos de Milón y combatió en la guerra de las Galias en 51 a. C., a las órdenes de Cayo Julio César como legado. Cuando estalló la segunda guerra civil, se unió a los cesarianos, apresurándose en el mes de marzo de reunirse con César en Brindusium; y en su camino se encontró con Cicerón en Villa Formia, ocasión en la que él llamó a Pompeyo criminal, y acusó al Senado de frivolidad y locura. Combatió en Hispania contra Lucio Afranio y Marco Petreyo junto a César como su legado. 
Cuando César embarcó hacia Grecia en 48 a. C. para combatir a Cneo Pompeyo Magno, Caleno llevó a Epiro al resto de las tropas desde Italia. Durante su retorno, él y su flota fueron atacados por el almirante pompeyano, Marco Calpurnio Bíbulo que lo derrotó de tal manera que el propio Caleno escapó con dificultades hacia la costa italiana. Posteriormente regresó a Epiro con Marco Antonio. 
Antes de la batalla de Farsalia, Julio César lo envió a la Acaya, y allí ocupó Delfos, Tebas y Orcómeno, y después Atenas, Megara y finalmente Patras.
En 47 a. C., fue elegido para el consulado junto a Publio Vatinio gracias a la influencia de César. Tras el asesinato del dictador, Caleno se unió a Marco Antonio, y durante las operaciones de la primera parte del 43 a. C., defendió a Antonio en el Senado contra los ataques de Cicerón.
En la guerra contra Bruto y Casio fue legado de Marco Antonio y mandó las legiones del norte de Italia. Cuando se acabó la guerra de Perusia, 40 a. C., Octaviano estaba ansioso por obtener la posesión de las legiones de Caleno, que estaban estacionadas al pie de los Alpes. Para suerte de Octavio, Caleno murió y su hijo, que era muy joven, entregó las legiones al futuro emperador sin luchar.
Apiano relata que, durante la proscripción del 43 a. C., Caleno salvó la vida del gran Marco Terencio Varrón.  